# Ballana vivata
Ballana vivata är en insektsart som beskrevs av Ball 1910. Ballana vivata ingår i släktet Ballana och familjen dvärgstritar. Inga underarter finns listade i Catalogue of Life.